# Нютън (окръг, Джорджия)
Вижте пояснителната страница за други значения на Нютън.
Окръг Нютън (на английски: Newton County) е окръг в щата Джорджия, Съединени американски щати. Площта му е 723 km², а населението - 98 451 души. Административен център е град Ковингтън.